# Раймон Калла
Раймон Калла (фр. Raymond Kalla, нар. 24 квітня 1975, Дуала) — камерунський футболіст, що грав на позиції захисника.
Виступав, зокрема, за клуб «Бохум», а також національну збірну Камеруну. У складі збірної — дворазовий володар Кубка африканських націй.

## Клубна кар'єра
У дорослому футболі дебютував 1993 року виступами за команду «Канон Яунде», в якій провів два сезони.
1995 року вирушив до Європи, ставши гравцем грецького «Панахаїкі», де протягом трьох років був основним гравцем, але після вильоту команди в 1998 році до другого дивізіону, Калла покинув клуб і перейшов у іспанську «Екстремадуру» з Сегунди, де грав протягом чотирьох років.
У 2002 році, після того, як «Екстремадура» вилетіла в Сегунду Б, Калла підписав контракт з клубом німецької Бундесліги «Бохумом». Відіграв за бохумський клуб наступні три сезони своєї ігрової кар'єри. Більшість часу, проведеного у складі «Бохума», був основним гравцем захисту команди й забив п'ять разів у своєму останньому сезоні, ставши другим кращим бомбардиром в команді, але його клуб вилетів з Бундесліги.
Протягом сезону 2005/06 років захищав кольори турецького клубу «Сівасспор», зігравши 26 матчів в Суперлізі.
Завершив професійну ігрову кар'єру у клубі «Юніон Дуала», за команду якого виступав протягом 2006—2008 років.

## Виступи за збірну
1994 року дебютував в офіційних матчах у складі національної збірної Камеруну. Того ж року у складі збірної був учасником чемпіонату світу 1994 року у США, де у віці 19 років був основним гравцем і зіграв всі матчі без замін, часто будучи партнером іншого юного футболіста, Рігобера Сонга (17 років), проте зрештою їхня збірна не вийшла з групи.
Через чотири роки вже більш досвідчений Калла взяв участь у Кубку африканських націй 1998 року у Буркіна Фасо, а також чемпіонаті світу 1998 року у Франції, зігравши на «мундіалі» у двох матчах, оскільки отримав червону картку за фол на Луїджі Ді Б'яджо, проте його збірна знову не вийшла з групи.
Перший міжнародний трофей Раймон зі збірною здобув на Кубку африканських націй 2000 року у Гані та Нігерії, вигравши титул континентального чемпіона. Це дозволило команді потрапити на Кубок конфедерацій 2001 року в Японії і Південній Кореї, куди Калла також поїхав, зігравши у всіх трьох матчах групового етапу.
Наступного року Калла зі збірною захистив титул найкращої збірної африканського континенту, вигравши Кубок африканських націй 2002 року у Малі, а також втретє поспіль взяв участь у чемпіонаті світу 2002 року в Японії і Південній Кореї, де знову зіграв у всіх трьох матчах, але збірна і цього разу не подолала груповий етап.
Після чемпіонату світу 2002 року Калла оголосив про свій відхід зі збірної через конфлікт з федерацією, яку він звинувачував в поганій організації, але в кінцевому підсумку змінив свою думку, завдяки чому зіграв ще по два матчі у 2005 та 2006 роках. Згодом Раймон отримав виклик на Кубок африканських націй 2006 року, але був змушений пропустити турнір через травму, після чого остаточно покинув збірну.
Протягом кар'єри у національній команді, яка тривала 13 років, провів у формі головної команди країни 63 матчі, забивши 2 голи.

## Титули та досягнення
- Володар Кубка африканських націй (2): 2000, 2002